# Thermes de Saint-Gervais-les-Bains
 (septembre 2023).
 (septembre 2023).
Les thermes de Saint-Gervais-les-Bains sont un établissement thermal situé dans la vallée de l'Arve, au hameau du Fayet, commune de Saint-Gervais-les-Bains en Haute-Savoie

## Histoire

### Fondation des bains de Saint-Gervais par Joseph-Marie Gontard (1805-1807)
Les thermes de Saint-Gervais Mont Blanc ont été créés en 1805.
En 1805, Saint-Gervais est une commune rurale de 1 756 habitants, rythmée par les travaux de la terre, les foires, le marché de Sallanches, les fêtes religieuses. Elle ne suscite pas l’intérêt des touristes, mais les bergers locaux amènent leurs animaux paître au fond des gorges du Bonnant autour d’une source d'eau chaude, qui permet le redémarrage de la végétation plus tôt qu’ailleurs.
En 1806, le notaire Joseph-Marie Gontard fait analyser cette eau par des scientifiques. Convaincu par les résultats, il achète l’ensemble des terrains où jaillit la source. La même année, il fait creuser une galerie au-dessus des sources, installe quatre baignoires de bois et ouvre les premiers bains de Saint-Gervais. 
En 1807, il fait surélever le bâtiment d’un étage et ajoute deux tourelles.

### Premiers thermes: intuition et succès (1806-1838)
Dès 1806, les bains de Saint-Gervais connaissent une notoriété immédiate . Parallèlement, ils deviennent un établissement hôtelier prestigieux qui accueille touristes en direction de Chamonix, excursionnistes en partance pour le Tour du Mont Blanc et voyageurs au long cours dans les Alpes. Pendant trois décennies, Joseph-Marie Gontard agrandit, modifie et transforme son domaine, associant activités d’un gestionnaire d’établissement de soins à celles d’un hôtelier. 
Jusqu’en 1815, on commence a des soins empiriques sur des malades atteints de pathologies diverses : rhumatismes, névralgies, épilepsie, scorbut, désordres utérins…

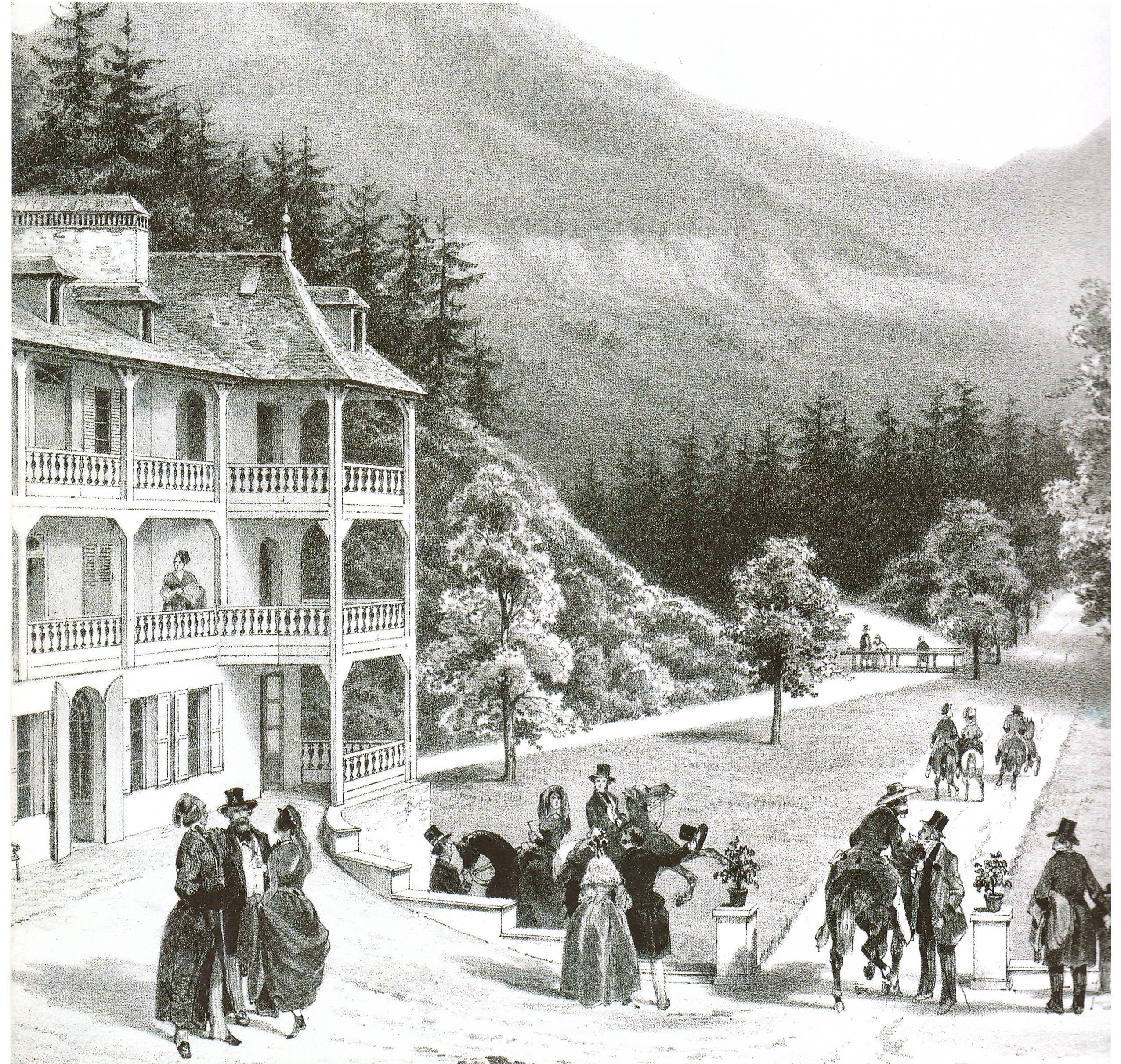
Gravure des thermes de Saint-Gervais au XIXe siècle

### Question de l'efficacité des eaux sur la peau par le docteur Mattey (1815)
En 1815, le docteur genevois Mattey est nommé « médecin inspecteur des Bains de Saint-Gervais ». Il suit le traitement des curistes, catalogue les maladies pour lesquelles l’eau est serait efficace selon certain et codifie ses usages : prise d’eau en boisson, bains, douches, bains de vapeur . Il en tire un constat encore débatu dans la communauté scientifique : l'eau guérirait dartres, eczéma et ulcères. Les bains de Saint-Gervais trouvent leur spécificité et en tire profit. Jusqu’en 1838, ils connaissent un essor important .

### Direction sous le docteur De Mey (1838-1870)
En 1838, Joseph-Marie Gontard vend un établissement en pleine croissance à un médecin d’origine belge, le docteur Aloysius-François de Mey. Le docteur de Mey poursuit le développement des bains : il entreprend rapidement des travaux de rénovation et consolide les structures fragiles des thermes, en remplaçant les matériaux traditionnels par du granit  et ajoute deux ailes nouvelles. En 1860, quatre cents curistes peuvent séjourner aux bains et l’établissement est une réussite économique de la province. Si les infrastructures sont plébiscitées, l’ambiance rigoriste du lieu ne plaît pas à tous. En parallèle, le rattachement de la Savoie à la France en 1860 provoque une véritable explosion du tourisme dans la région. Cette même année, les bains de Saint-Gervais passent sous la tutelle de la « commission permanente des eaux minérales de l’Académie impériale de médecine ». Jusqu’à la fin du XIXe siècle, on constate peu d’évolutions dans l’utilisation des eaux, sauf pour les dits soins que l'on commence à procurer aux jeunes enfants.

### Problèmes de gestion puis renouveau (1870-1892)
Après la mort du docteur de Mey en 1870, l’établissement connaît une situation très difficile pendant treize ans. Conformément à ses dispositions testamentaires, les bains sont légués à son neveu de 13 ans, élève des dominicains. Peu compétent pour diriger une entreprise commerciale de cette ampleur, l’Ordre des dominicains mène une gestion hasardeuse. La notoriété des Bains recule et l’établissement décline. 
En 1883, il est cédé à la Compagnie générale des eaux minérales et de bains de mer, propriétaire de sept établissements thermaux et qui allie savoir-faire et santé financière. Un tournant s’amorce. On développe des soins dits plus ciblés, mieux adaptés aux pathologies des patients, avec une l'appariton de "l’hydrothérapie" et plusieurs nouveautés : les pulvérisations, les compresses ou l’utilisation de l’azote. Dans le même temps, le médecin inspecteur Deligny insiste sur les mérites des eaux thermales dans les soins prodigués aux enfants. Grâce aux progrès de la médecine dans la seconde moitié du XIXe, et à l’action de médecins au fait des recherches en matière de thérapie thermale, les Bains connaissent un renouveau et sont promis à un brillant avenir. 

### Catastrophe de 1892

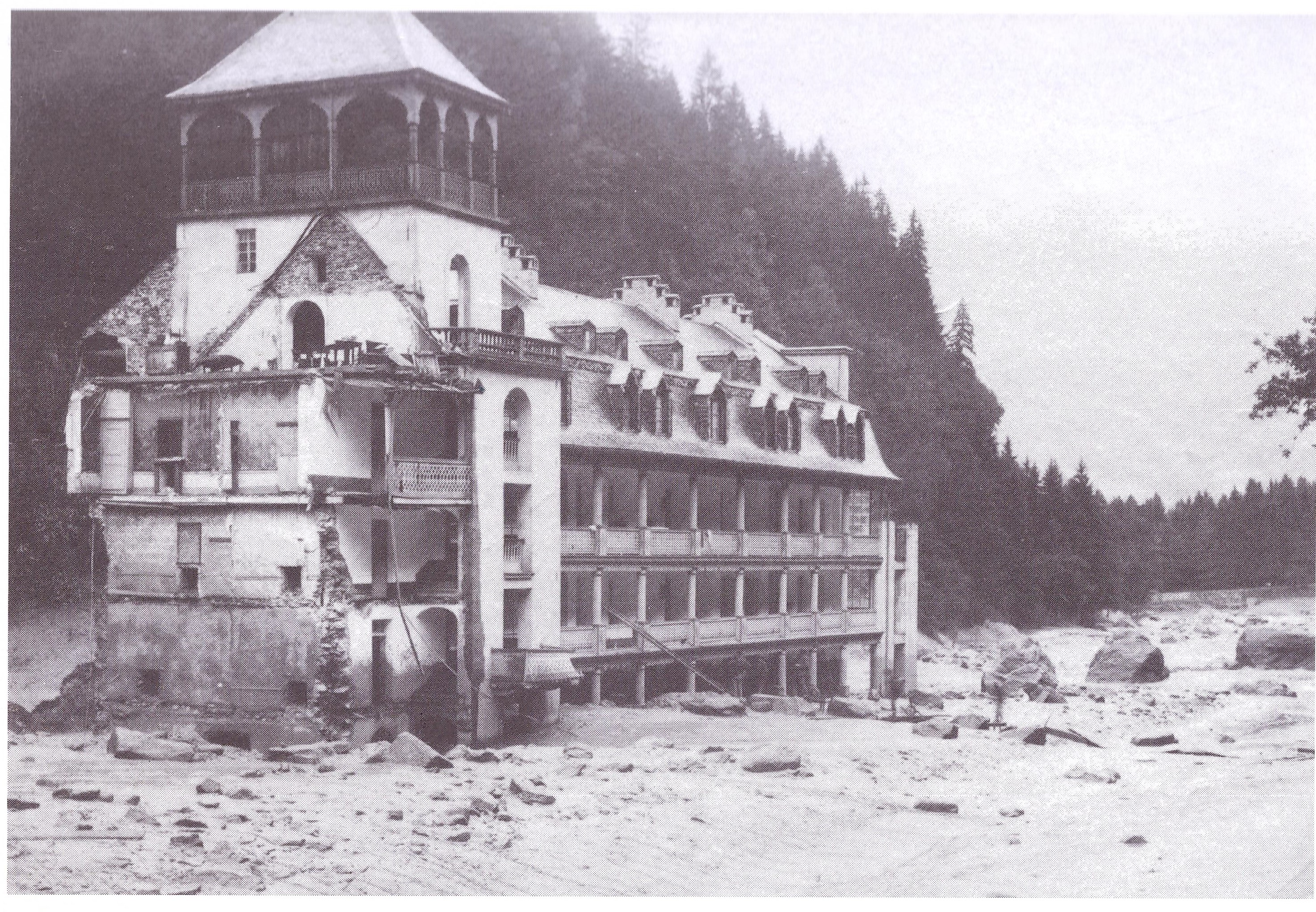
Thermes de Saint-Gervais après la catastrophe naturelle du 12 juillet 1892.

Dans la nuit du 11 juillet 1892 au 12 juillet 1892, la vallée de Montjoie est victime d’une catastrophe naturelle que personne n’avait prévue, une poche d'eau accumulée sous le glacier de Tête Rousse se rompt d'un seul coup. Vers une heure du matin, un torrent de boue de glace et de roches dévale la montagne jusqu'à la plaine de l’Arve. Des hameaux de Saint-Gervais connaissent des dégâts considérables tandis que l'établissement thermal est détruit presque en totalité. Plus de cent soixante-quinze victimes sont dénombrées. Au matin du 12 juillet, toute la vallée est sous le choc. 

#### Nouvel établissement thermal après la catastrophe (1894-1914)
Le 14 juillet 1892, trois guides de Chamonix remontent la coulée jusqu’à 3 310 mètres d’altitude et découvrent l’origine de la catastrophe. Près de 200 000 mètres cubes d’eau s’étaient accumulés dans le petit glacier de Tête Rousse avant de faire exploser sa partie frontale et de s’engouffrer vers la vallée de Montjoie. Après avoir été sondé, ce petit glacier est mis sous étroite surveillance. L’administration des eaux et forêts met en œuvre des travaux importants pour drainer les eaux et dès novembre, les sources sont dégagées et purifiées. Dans le même temps, la Compagnie générale des eaux minérales et de bains de mer reconstruit au plus vite les thermes, à près d’un kilomètre en aval des anciens.
En 1894, on inaugure le nouvel établissement thermal, d’architecture moderne avec des technologies à la pointe du progrès technique. L’accent est mis sur l’hydrothérapie : cabines de bains de vapeur, douches de gorge et nasales, souches en pulvérisation, douches ascendantes… D’autres pôles médicaux et hôteliers complètent l’établissement . Dès 1895, avec l’arrivée du chemin de fer, la construction du tramway du Mont Blanc, la construction d’hôtels et de villas, Saint-Gervais se transforme en lieu de villégiature et entre dans un âge d’or.

#### Échec du nouvel établissement thermal (1918-1930)
La Première Guerre mondiale porte un coup d’arrêt à ces développements. Aux lendemains du conflit, l’établissement thermal se remet difficilement, la fréquentation baisse pendant la décennie suivante. Plusieurs phénomènes expliquent cette désaffection des curistes : la concurrence des thermes d’Évian mais aussi la perte d’efficacité des eaux du nouvel établissement de 1894 due à la précipitation dans laquelle les travaux ont été entrepris. Personne ne s’est alors alarmé de l’augmentation du débit des sources depuis la catastrophe, de la modification de la minéralisation des eaux ou de leur refroidissement sur les huit cents mètres des canalisations de cuivre. En décembre 1925, la Compagnie générale des eaux minérales et de bains de mer jette l’éponge et cède l’établissement à la Société immobilière et thermale de Saint-Gervais-les-Bains.

#### Période sombre (1939-1958)
Pendant le conflit, l’établissement, encore occupé par quelques curistes, accueille une infirmerie alpine et un centre de soins pour soldats. Au lendemain de la Seconde Guerre mondiale, l’établissement thermal est au plus mal. Sa situation financière étant alarmante, la commune de Saint-Gervais se décide en 1946 à vendre son bien à un hôtelier de Chamonix, M. Roy. Mais ce propriétaire peu scrupuleux ne respecte pas le cahier des charges et détourne à son profit les sommes censées rénover les installations. Pendant 12 ans, le cas des thermes ne cesse de s’aggraver.

#### Califano et nouveau départ du thermalisme (1958-1980)
L’arrivée d’un nouveau maire ambitieux, Maurice Martel, élu en 1953, amorce un tournant pour les thermes. En 1958, la commune rachète pour 20 millions de francs (l'équivalent d'à peu près 3 millions d'euro) l’établissement qu’elle avait vendu douze ans plus tôt pour 1 million. À la même époque, le docteur Lépinay, arrivé aux thermes en 1949, poursuit ses recherches : après les eczémateux lourds, il constate les effets des eaux thermales de Saint-Gervais sur d’autres malades ayant des problèmes de cicatrisation : les grands brûlés. En 1959, la gestion de l’établissement est confiée à un nouveau concessionnaire, Armand Califano et à sa Société nouvelle des thermes de Saint-Gervais Le Fayet. Près de 20 ans sont nécessaires pour redresser les thermes. La reconnaissance des effets des traitements sur les grands brûlés, la gestion d’Armand Califano puis de sa femme, et les travaux engagés permettent à l’établissement de retrouver son aura.

### Accident de Janine Charrat en 1961
En 1961, Janine Charrat, personnage phare du monde de la danse, est victime d’un grave accident. Lors de l’enregistrement d’une émission télévisée, une bougie embrase son tutu et l’artiste est brûlée de moitié. Sauvée de la mort à l’hôpital Cochin, elle se rend quatre saisons aux thermes de Saint-Gervais où elle est suivie par le docteur de Lépinay. Elle parvient à revenir à la danse en 1964. Cette réussite participe à la renommée des traitements pour les grands brûlés prodigués à Saint-Gervais qui aurait pu aider la danseuse.

### Nouvel établissement: thermalisme et bien-être (1980-1997)

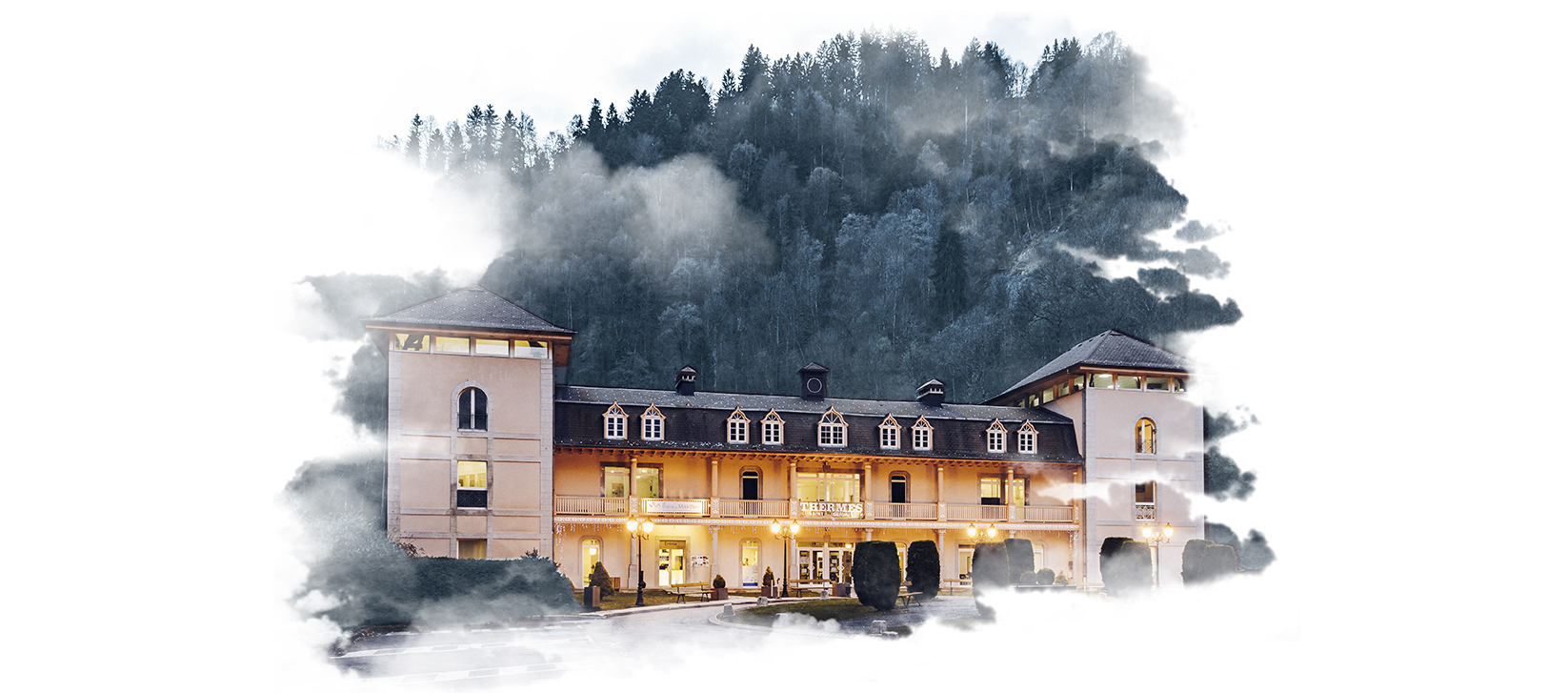
Thermes de Saint-Gervais de nuit

À partir de 1980, le nouveau directeur Bernard Califano explore une nouvelle piste : celle du thermalisme de confort. Un nouvel établissement, dessiné par l’architecte B. Ferrari, est inauguré en 1992, avec une capacité d’accueil de 10 000 curistes. Mais dès 1993, l’entreprise n’est plus en mesure de rembourser sa dette. Le 6 avril 1994, la commune de Saint-Gervais décide de créer une Société d’Économie Mixte dont elle détient les trois quarts du capital. Jusqu’en 2009, elle dépensera 2 millions de francs (305 000 euros) par an pour éponger la dette. En 1996, l’Académie Nationale de Médecine reconnaît l’eau de Saint-Gervais comme l’une des neuf eaux thermales actives sur la peau, pour ses vertus cicatrisantes, réparatrices et apaisantes.

### Aujourd'hui

#### Modernisation par les laboratoires Rivadis (1997-2016)

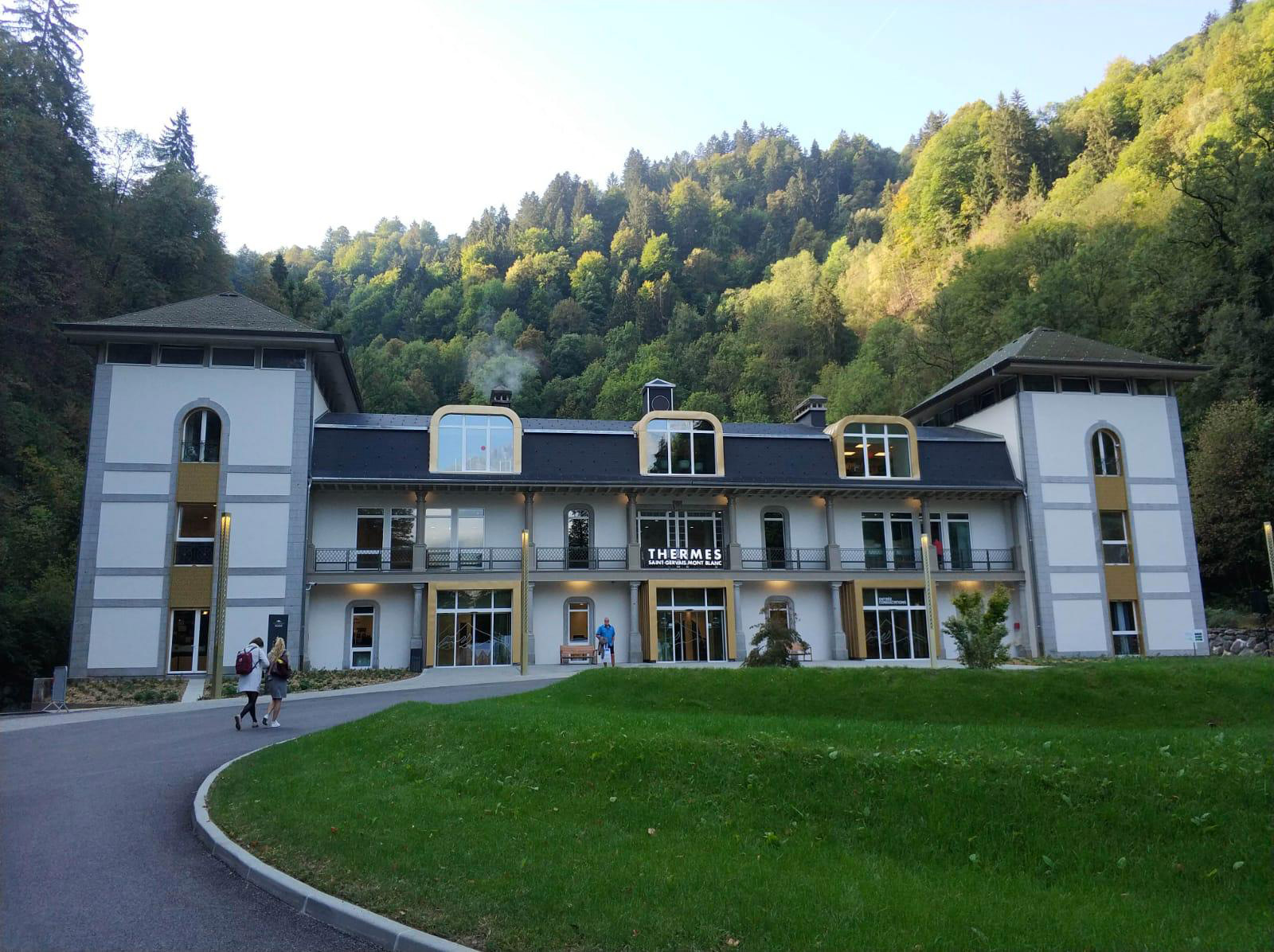
Les Thermes de Saint-Gervais après rénovation en 2018

En 1997, la commune cède la totalité de ses titres aux laboratoires Rivadis, en restant propriétaire du bâtiment et des locaux. Le groupe s’engage dans une série d’investissements pour moderniser les thermes : réfection en inox du réseau transportant l’eau thermale, transformation de l’institut de beauté, maintenance d’un laboratoire interne veillant sur l’hygiène des installations... En 2000, les thermes obtiennent la norme ISO 9001. En 2010, Rivadis poursuit le développement du pôle consacré au bien-être et inaugure son premier bassin extérieur à l’eau thermale . En 2012, la gamme de soins Saint-Gervais Mont Blanc  est créée.

#### Rachat par L'Oréal (depuis 2016)
En 2016, L'Oréal se porte acquéreur de la société de gestion des thermes de Saint-Gervais-les-Bains et de la licence de marque associés aux soins Saint-Gervais Mont Blanc.
L’Oréal entreprend de transformer la licence en une marque thermale « à un prix accessible pour les consommateurs du monde entier » déclare en 2017 le PDG du groupe Jean-Paul Agon à l'assemblée générale du groupe. Le lancement de la marque en Chine est en préparation pour 2019[réf. nécessaire].

## Propriétés des eaux
Wikipédia ne donne pas d'avis médical : seul un professionnel (médecin, pharmacien, etc.) est habilité à le faire.
Cette section est promotionnelle ou publicitaire (septembre 2023). Considérez son contenu avec précaution et/ou discutez-en.
En 2017, il a été découvert que l'eau de la station thermale de Saint-Gervais mettait 6500 ans[réf. à confirmer] pour arriver jusqu'à ce qu'elle jaillisse à la source à une température de 39 °C.
Durant son voyage, l'eau se charge en minéraux et oligo-éléments, comme le soufre ou le manganèse.
La composition de cette eau lui procure des vertus apaisante, cicatrisante ou encore anti inflammatoire, ce qui lui permet de respecter l'équilibre de la peau.
L’eau thermale de Saint-Gervais Mont Blanc fait partie des 770 recensées en France. Grâce à un parcours millénaire dans les profondeurs de la montagne, l’eau et ses minéraux actifs agissent sur la peau, notamment sur les cicatrices et les brûlures, avec des effets réparateurs et apaisants.

### Parcours de 6 500 ans dans les roches souterraines du Mont Blanc
L’eau thermale acquiert ses propriétés en circulant pendant 6 500 ans dans les souterrains du Mont Blanc. Issue des pluies tombées sur la montagne, elle parcourt les souterrains du massif alpin jusqu’à 3 000 mètres de profondeur, où elle circule à une température de 100 °C.
Durant son trajet, elle traverse d’abord les massifs gypseux, à forte teneur en calcium et sulfates, puis entre au contact de roches cristallines et enfin de roches sédimentaires alliant quartzite, calcaire, gypse et dolomies. Tout au long de ce parcours, elle s’enrichit ainsi de minéraux actifs avant de jaillir à la source de Saint-Gervais, à la température de 39 degrés. 

### Minéraux anti-inflammatoires, cicatrisants et apaisants
L’eau thermale de Saint-Gervais est jusqu’à trente fois plus riche en minéraux qu’une eau minérale, la dotant de propriétés anti-inflammatoires, cicatrisantes et apaisantes . Ses taux élevés en sodium, sulfates et chlorure lui permettent de maintenir l’homéostasie cellulaire, c’est-à-dire l’équilibre de la peau. Sa teneur en calcium et magnésium accélère la formation de la fonction barrière de la peau , tandis que le strontium inhibe les irritations et réduit les démangeaisons . Deux autres composants, le bore et le manganèse ont respectivement des effets bénéfiques sur la cicatrisation de la peau et de sa défense vis-à-vis du stress oxydatif. 

### Soin exploité en dermatologie pour les cicatrices et les brûlures
Cette eau thermale est exploitée en dermatologie, pour traiter les dermatites chroniques comme le psoriasis et l’atopie, y compris des nourrissons. Elle est également utilisée pour soigner les brûlures depuis les années 50. « Dans le cas des grands brûlés, la crénothérapie à base d’eau thermale de Saint-Gervais a montré des effets bénéfiques, non seulement sur les séquelles cicatricielles, mais aussi sur les troubles résiduels de la sensibilité cutanée, tels que le prurit et les hyperesthésies », précise l’étude de 2018 L’eau thermale de Saint-Gervais, une composition unique, des effets dermatologiques avérés.

### Reconnaissance par l’Académie Nationale de Médecine
Depuis 1996, l’Académie Nationale de Médecine a reconnu l’eau de Saint-Gervais Mont Blanc comme l’une des eaux thermales actives sur la peau, pour ses propriétés cicatrisantes, réparatrices et apaisantes. L’institution a indiqué : « les caractéristiques physico-chimiques de l’eau se prêtent à une exploitation thermale en dermatologie (du fait de son isotonique et de ses propriétés hémostatiques et cicatrisantes), pour toutes les dermatoses et allergies cutanéo-muqueuses et les séquelles cicatricielles de brûlures, d’accidents ou d’autres origines [...]. »
Cette appellation de l’Académie Nationale de Médecine est réservée à des eaux riches en minéraux, d’origine souterraine et dotées de propriétés thérapeutiques. En France, neuf eaux ont obtenu ce label dans la section dermatologie, avec des bienfaits différents, liés aux roches traversées lors de leur périple.

### Études cliniques sur les effets dermatologiques de l’eau
Une série d’observations cliniques ont été menées en 2017. Une première étude a été réalisée sur l’eau de Saint-Gervais Mont Blanc, sur 51 femmes de 23 à 65 ans à la peau réactive (pulvérisation d’eau thermale pendant 4 semaines, 2 fois par jour). Elle a démontré cliniquement les propriétés apaisantes et adoucissantes de l’eau : baisse significative des sensations de démangeaisons, rougeurs, sécheresse, tiraillement et d’échauffement. 
Une seconde étude a été menée pour évaluer les effets cliniques d’une cure à la station thermale, sur 106 patients (traités par bains, douches, pulvérisations, massages) affectés de problèmes dermatologiques (cicatrices, eczéma, psoriasis). Le corps médical a constaté une amélioration de la peau dans 100% des cas.

## Parc thermal

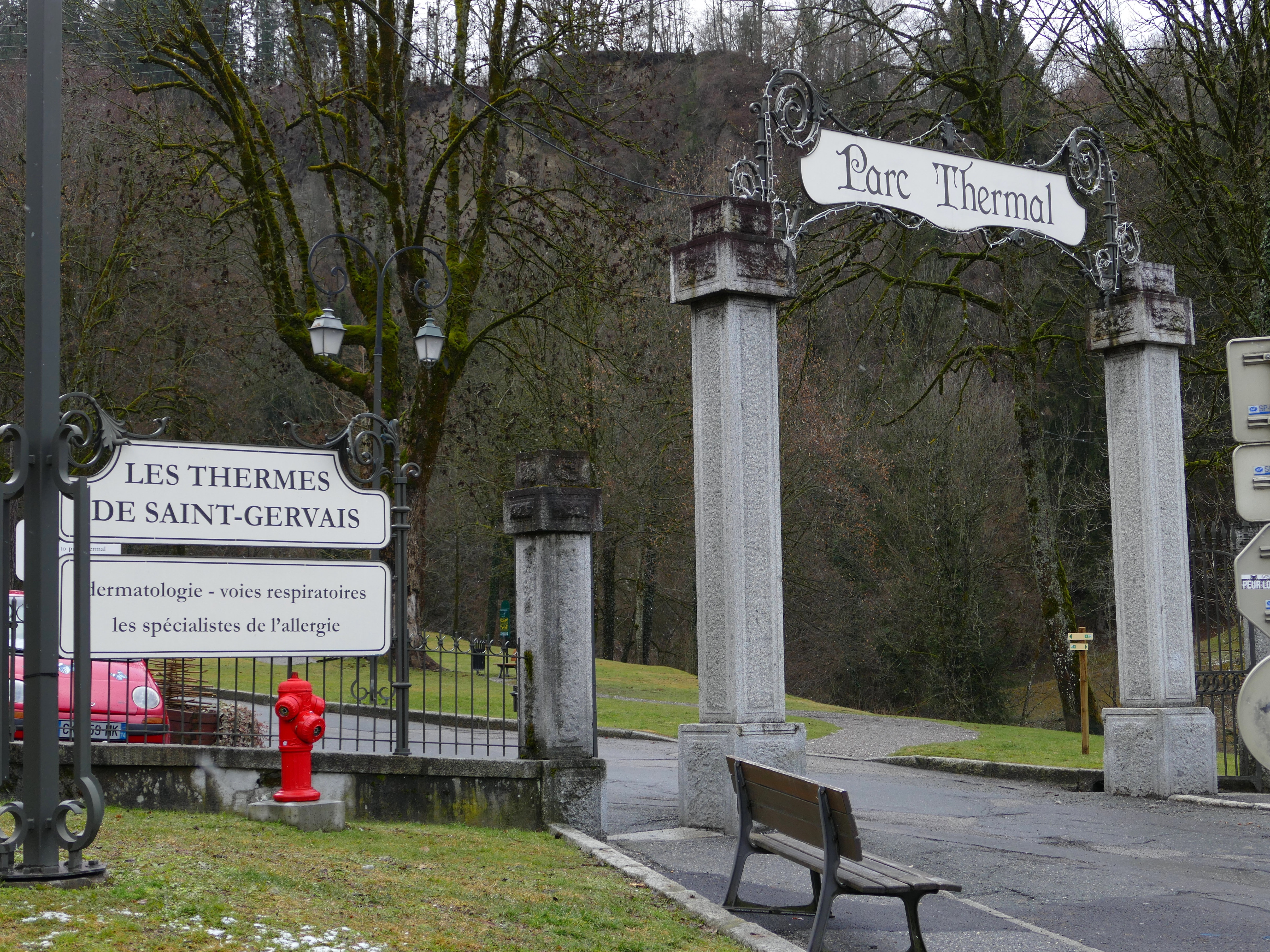
L'entrée du parc thermal et des thermes au Fayet.

Le parc thermal s'étend sur dix hectares le long du Bon-Nant. Il regroupe diverses activités aussi bien pour les enfants que pour les adultes. On y trouve un rocher d'escalade (mur naturel), un parcours aventure, des terrains de tennis, un gymnase, un stade, une piscine, des jeux pour les enfants, des terrains de pétanque, le Petit Train du Parc Thermal, etc. C'est au rocher d'escalade du Fayet qu'a lieu tous les étés la fête de la compagnie des guides de Saint-Gervais.
On trouve dans le parc la statue d'un cerf par Pierre-Louis Rouillard, une statue allégorique La Source ou Thétis par Louis Sauvageau ainsi qu'une fontaine.
L'ancienne locomotive à vapeur du tramway du Mont-Blanc exposée à l'entrée du parc thermal jusqu'en 2010 est déplacée à cette date au cœur du Fayet, près de la gare de départ du TMB, et face à la gare SNCF. Les nombreux voyageurs peuvent la voir dès leur sortie de la gare.
Au fond du parc se situe le départ d'un chemin de randonnée qui longe le Bon-Nant puis monte dans les gorges. Équipé de passerelles, d'escaliers et de rampes métalliques, il permet de passer par-dessus la cascade de Crépin et de monter jusqu'à Saint-Gervais en trois quarts d'heure. On peut également, à l'entrée du parc, prendre le chemin du Berchat le long de la voie ferrée du tramway du Mont-Blanc et ainsi rejoindre Saint-Gervais de façon directe en moins d'une demi-heure. Depuis 2024, l'ascenseur des Thermes (un ascenseur incliné) permet de relier rapidement le parc au bourg.
Une catastrophe comme celle de 1892 ne devrait pas se reproduire aujourd'hui car les glaciers sont régulièrement surveillés, et purgés si nécessaire . Cependant la menace existe toujours.